# Didymodon albicuspis
Didymodon albicuspis är en bladmossart som först beskrevs av Mitten, och fick sitt nu gällande namn av Brotherus 1902. Didymodon albicuspis ingår i släktet lansmossor, och familjen Pottiaceae. Inga underarter finns listade i Catalogue of Life.